# المحجر (القفر)
المحجر

تعديل مصدري - تعديل

المحجر هي إحدى قرى عزلة بني مسلم بمديرية القفر التابعة لمحافظة إب، بلغ تعداد سكانها 133 نسمة حسب تعداد اليمن لعام 2004.